# Prameny Vltavy
Prameny Vltavy är en källa i Tjeckien.   Den ligger i regionen Södra Böhmen, i den sydvästra delen av landet, 140 km söder om huvudstaden Prag. Prameny Vltavy ligger 1 167 meter över havet. Floden Vltava rinner upp här.